# Piz Vatgira
Piz Vatgira är en bergstopp i Schweiz.   Den ligger i regionen Surselva och kantonen Graubünden, i den sydöstra delen av landet, 110 km öster om huvudstaden Bern. Toppen på Piz Vatgira är 2 983 meter över havet, eller 186 meter över den omgivande terrängen. Bredden vid basen är 1,8 km.
Terrängen runt Piz Vatgira är bergig åt nordost, men åt sydväst är den kuperad. Närmaste större samhälle är Disentis, 12,4 km nordost om Piz Vatgira. 
Trakten runt Piz Vatgira består i huvudsak av gräsmarker. Runt Piz Vatgira är det mycket glesbefolkat, med 4 invånare per kvadratkilometer.